# Cap de faune (Miquel Àngel)

Còpia de Cesare Zocchi on representa a Miquel Àngel esculpint el Cap de Faune

El Cap de Faune és una escultura desapareguda de Miquel Àngel, es creu copiada d'una altra antiga i executada durant el seu aprenentatge al Palau Mèdici de Llorenç el Magnífic a Florència entre 1489 i 1492.
A la casa Buonarroti, es troba des del 1989, una escultura de Cesare Zocchi que es troba sense datar, però es creu que la va realitzar a la fi del segle xix, a la que representa Miquel Àngel quasi petit esculpint el Cap de Faune. Cesare Zocchi va utilitzar per al model del cap del Faune, una escultura que es guardava als Uffizi i que es pensava, podria ser la de Buonarroti, aquest cap va desaparèixer durant la Segona Guerra Mundial en un trasllat realitzat per les tropes alemanyes.